# Listen to Wikipedia
Listen to Wikipedia, còn gọi là L2W hoặc Hatnote: Listen To Wikipedia, là một trình hiển thị đa phương tiện do Mahmoud Hashemi và Stephen LaPorte phát triển, giúp chuyển các sửa đổi gần đây của Wikipedia thành hiển thị hình ảnh và âm thanh. Ứng dụng phần mềm mã nguồn mở này tạo ra một dạng đồ họa thống kê thời gian thực với âm thanh từ các đóng góp cho Wikipedia từ khắp nơi trên thế giới. Để thực hiện điều này, L2W sử dụng thư viện đồ họa D3.js.
Khái niệm Listen to Wikipedia dựa trên BitListen, ban đầu được gọi là Listen to Bitcoin, một ứng dụng của Maximillian Laumeister.

## Giới thiệu

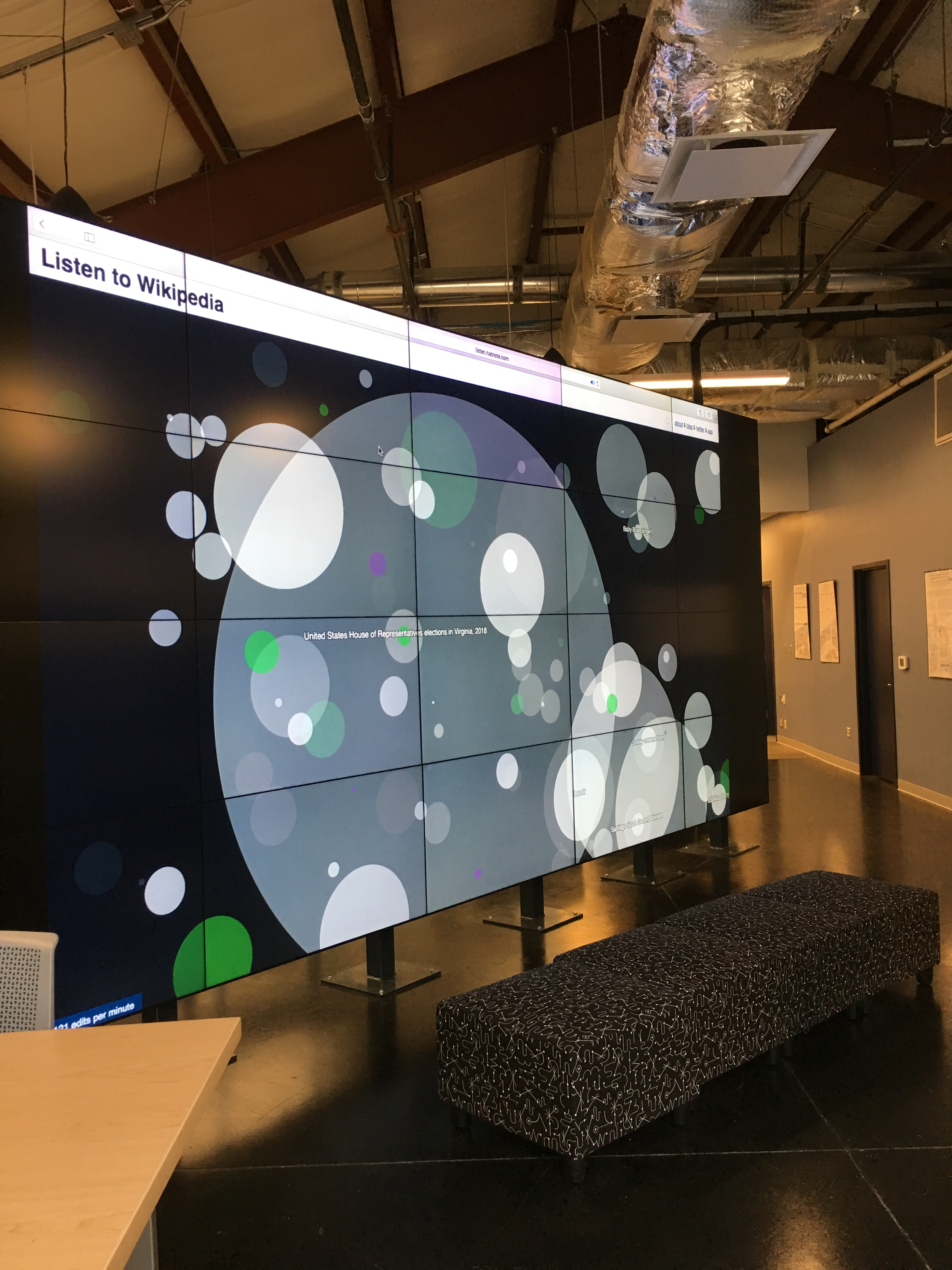
Listen to Wikipedia được trưng bày tại Đại học Virginia

### Âm thanh
Mỗi lần sửa đổi tạo ra một nốt trong ngũ cung. Âm thanh giống như tiếng chuông của đàn celesta tương ứng với các sửa đổi có thêm nội dung ròng vào Wikipedia và các cấu trúc của đàn clavichord tương ứng với các phần trừ nội dung. Cao độ tỷ lệ nghịch với kích thước của sửa đổi (các nốt có âm độ thấp hơn được tạo ra bởi các sửa đổi lớn hơn). Người dùng Wikipedia mới đăng ký được chào đón bởi một hợp âm violin.

### Hình ảnh
Mỗi chỉnh sửa tạo ra một vòng tròn có một trong ba màu: màu trắng cho người dùng đã đăng ký, màu xanh lá cây cho người dùng chưa đăng ký và màu tím cho bot Wikipedia. Kích thước của vòng tròn tỷ lệ với mức độ thay đổi được thực hiện bởi thao tác chỉnh sửa (các vòng tròn lớn hơn do các sửa đổi lớn hơn tạo nên). Tên của bài viết đã sửa đổi được hiển thị ở trung tâm của vòng tròn. Nhấp vào văn bản sẽ mở một trang Wikipedia trong tab mới trong trình duyệt của người dùng, hiển thị bản sửa đổi.